# Tangdemocratie

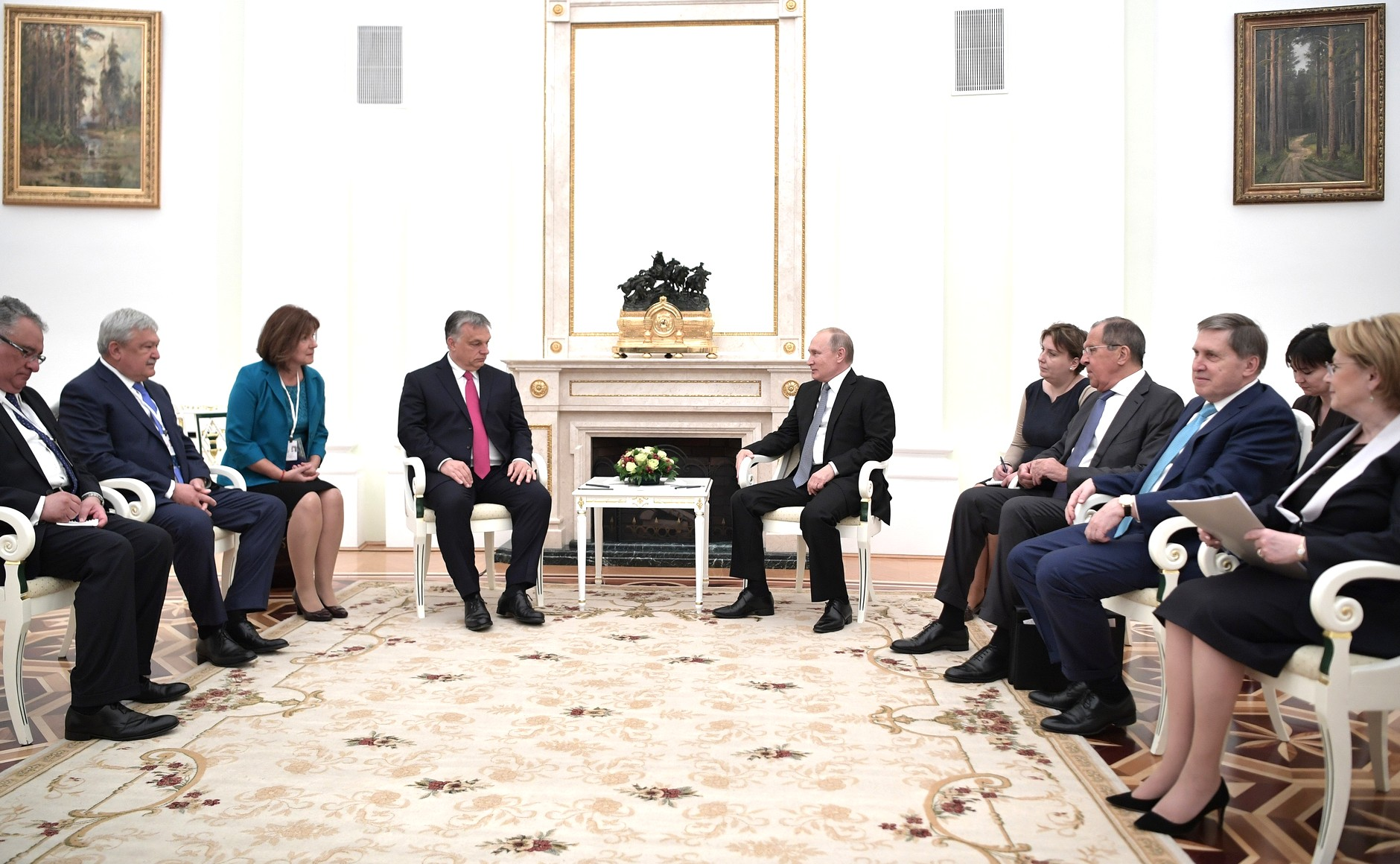
Voordat Rusland en Hongarije autocratische regimes werden, doorliepen zij een fase die tangdemocratie genoemd wordt.

Een tangdemocratie is een politieke situatie waarin gematigde middenpartijen geen effectieve meerderheden meer kunnen vinden en waarbij radicale flankpartijen het publieke debat en de beleidsvorming domineren. Het beschrijft een dynamiek waarin de populistische partijen het politieke midden 'in de tang nemen' waardoor centrumpolitiek onder druk komt te staan. Dit kan leiden tot bestuurlijke instabiliteit, stilstand en een verschuiving naar meer ideologische politiek.

## Kenmerken
Een tangdemocratie is een fase waarin een democratie nog functioneert, maar tegelijkertijd lijdt onder populisme en autoritaire tendensen. Hierdoor wordt constructieve samenwerking in het parlement steeds lastiger. Deze situatie kan een voorstadium zijn van verdere democratische erosie maar kan ook leiden tot electorale hervormingen om de representativiteit en machtsbalans van het systeem te herstellen. Kenmerkend voor een tangdemocratie is dat democratische instituties blijven bestaan, maar hun functioneren onder druk komt te staan door anti-systeempartijen die de gevestigde orde uitdagen en het politieke landschap polariseren. Deze partijen versterken de politieke versplintering en ondermijnen het vertrouwen in traditionele instituties en machtsverhoudingen. 

## Ed van Thijn
De term werd in de jaren '60 geïntroduceerd door de Nederlandse politicus en theoreticus Ed van Thijn. Hij zag het als een mogelijke toekomst voor Nederland vanwege de vergelijking met het instabiele en versplinterde partijlandschap van Frankrijk gedurende de Vierde Franse Republiek. Hoewel het door Van Thijn geschetste concept niet volledig is gerealiseerd, blijft het relevant in discussies over de gevaren van democratische erosie. Het benadrukt de risico's van een sterk gefragmenteerd partijlandschap en de noodzaak van stabiele en inclusieve politieke samenwerking. Van Thijn pleitte daarom voor een meer ideologische politiek middels stembusakkoorden als manier om democratische stabiliteit te waarborgen.

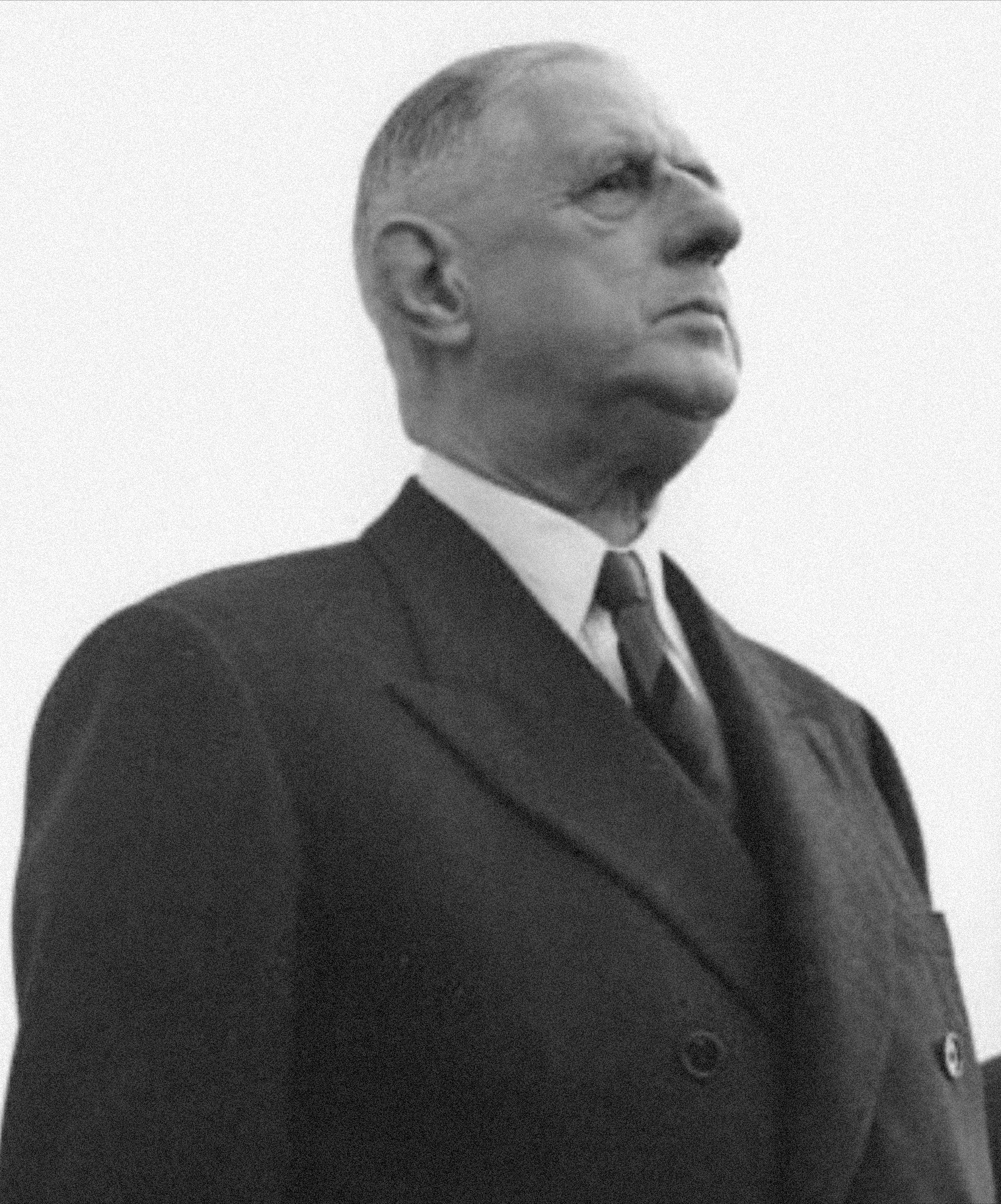
Charles de Gaulle zorgde in 1958 voor electorale hervormingen om verdere democratische erosie te voorkomen.

## Frankrijk
De term tangdemocratie is gebaseerd op een analyse van de politieke instabiliteit in Frankrijk in de jaren '50. De Vierde Franse Republiek maakte gebruik van evenredige vertegenwoordiging maar werd gekenmerkt door een sterk versplinterd politiek systeem waarin het midden steeds zwakker kwam te staan. Het politieke midden kon geen geloofwaardig alternatief meer bieden en coalities hielden het gemiddeld slechts een half jaar vol. De traditionele partijen konden geen stabiele meerderheden meer vormen.
Dit leidde tot onvrede waardoor radicale krachten aan beide zijden van het politieke spectrum opkwamen. Voorbeelden hiervan zijn de de Franse Communistische Partij en de populariteit van de extreemrechtse Pierre Poujade. Deze situatie leidde uiteindelijk tot actie van generaal Charles de Gaulle die het einde van de Vierde Franse Republiek bewerkstelligde en de evenredige vertegenwoordiging afschafte. In 1958 werd de Vijfde Franse Republiek uitgeroepen waarin de uitvoerende macht sterk werd gecentraliseerd. Dit kwam neer op de invoering van een presidentieel systeem. Daarnaast stapte Frankrijk over naar een meerderheidsstelsel. Van Thijn waarschuwde dat een vergelijkbare ontwikkeling in Nederland zou kunnen plaatsvinden wanneer het politieke midden onder druk komt te staan.

## Duitsland

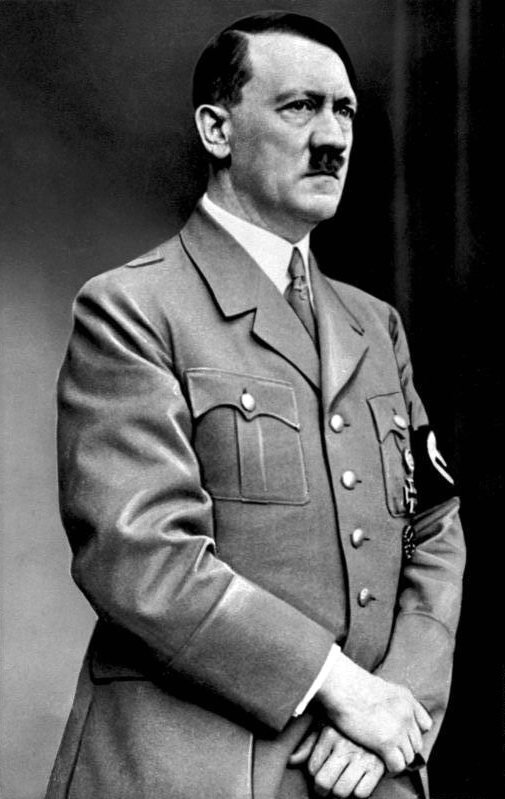
De Weimarrepubliek is een voorbeeld van een tangdemocratie die zich ontwikkelde in een autoritaire regime.

De Weimarrepubliek, die na de Eerste Wereldoorlog werd opgericht, eindigde in de vroege jaren dertig als gevolg van politieke versplintering en polarisatie. De opkomst van extremistische partijen aan de flanken van het politieke spectrum, zoals de NSDAP en de Kommunistische Partei droeg bij aan de instabiliteit van de centrumregering. De verdeeldheid tussen deze partijen leidde tot een onvermogen van het politieke midden om een effectieve en samenwerkende overheid te vormen, wat resulteerde in een constante staat van crises. De economische malaise van de Grote Depressie versterkte deze spanningen, waardoor de democratische instellingen werden ondermijnd en de grondslag voor Nazi-Duitsland werd gelegd. In 1933, met de aanstelling van Adolf Hitler als bondskanselier, kwam er een definitief einde aan de Weimarrepubliek.

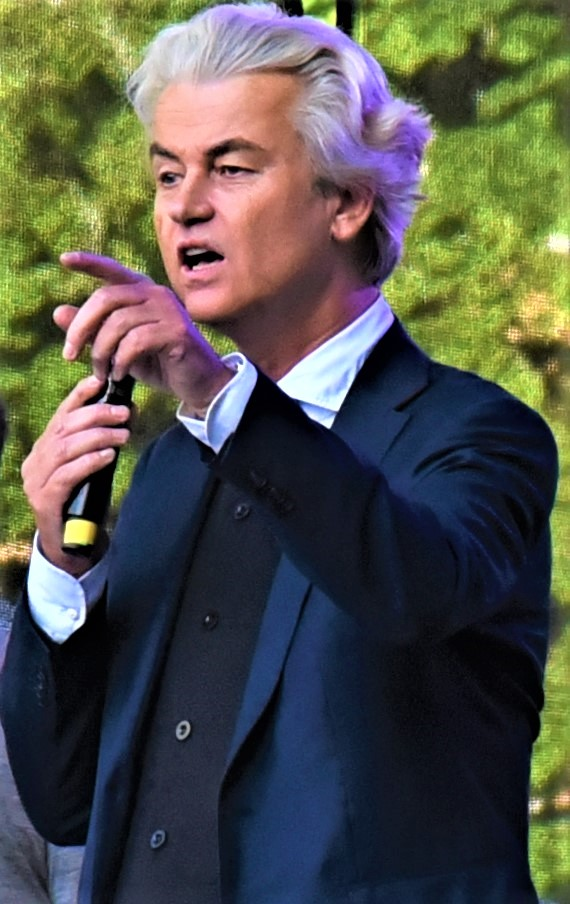
Geert Wilders, leider van de PVV, symboliseert de opkomst van populisme in Nederland en de uitdagingen voor de democratische waarden in het kader van een tangdemocratie.

## Nederland
Volgens Van Thijn zou ook Nederland kunnen afglijden naar een tangdemocratie door verdere fragmentatie van het politieke landschap. Hij waarschuwde dat de traditionele partijen, zoals het CDA en de PvdA, verzwakt konden worden door de opkomst van populistische partijen. Sinds de jaren '90 is het Nederlandse politieke landschap steeds meer versplinterd geraakt, en zijn er diverse populistische leiders opgekomen zoals Pim Fortuyn, Geert Wilders, Thierry Baudet. 
De verkiezingswinst van de PVV in 2023 benadrukt dat Nederland haar democratische normen en waarden moet blijven waarborgen. De PVV profiteerde van de groeiende onvrede over gevestigde politieke partijen, wat aantoont hoe populistische retoriek kiezers kan aantrekken. Tegelijkertijd proberen partijen zoals NSC het midden te versterken en een tegenwicht te bieden aan de radicale flanken, wat door sommigen wordt gezien als een kans om de ontwikkeling naar een tangdemocratie te voorkomen. In het licht van deze ontwikkelingen blijft Van Thijns voorspelling van een mogelijke tangdemocratie relevant, en benadrukt het belang van een weerbare politiek.

## Alternatief
Van Thijn zag een penduledemocratie als manier om een tangdemocratie te voorkomen, zoals die toen te zien was in het Verenigd Koninkrijk en de Verenigde Staten. In zo'n systeem wisselen twee grote partijen elkaar periodiek af in de regering, wat zorgt voor een stabiele machtswisseling zonder de noodzaak van complexe coalitievorming. Door de opkomst van het populisme in de Verenigde Staten en het Verenigd Koninkrijk zijn deze meerderheidsstelsels echter uit de gratie geraakt. 
In Nederland leek een meer ideologische politiek (door tegenstanders 'polarisatiestrategie' genoemd) kortstondig vorm te krijgen tijdens de jaren '60 en '70, toen de PvdA en VVD elkaar uitsloten van samenwerking terwijl (de voorlopers van) het CDA wel met beide partijen samenwerkten. In 1972 leidde een progressief stembusakkoord Keerpunt 1972 tot het kabinet-Den Uyl. Maar na verkiezingen van 1977 keerde Nederland terug naar het model van een waaierdemocratie met middencoalities en beperkte afwisseling van de macht.
Om polarisatie door flankpartijen te bestrijden wordt er inmiddels door politicologen zoals Tom van der Meer en Simon Otjes gekeken naar blokpolitiek zoals dit gebruikelijk is in Scandinavië en Nieuw-Zeeland. Zij pleiten daarom voor stembusakkoorden, waarbij partijen zich voor de verkiezingen duidelijk positioneren, zodat kiezers meer invloed hebben op de regeringsvorming en onvrede beter zijn weg kan vinden naar de oppositie in plaats van naar populistische partijen.